# Гордън Томас
Гордън Томас (на английски: Gordon Thomas) е британски разследващ журналист и писател на произведения в жанра биография, трилър и историческа документалистика.

## Биография и творчество
Гордън Томас е роден на 21 февруари 1933 г. в Уелс. Първият му разказ е публикуван когато е 9-годишен. Баща му служи в Кралските военновъздушни сили и Гордън пътува много със семейството си. Учи в Кайро (Египет), Порт Елизабет (Южна Африка), и Бедфорд (Англия).
Първата му книга „Descent Into Danger“ е публикувана през 1950 г. и е представя историята на единствения британски шпионин в Русия по времето на Втората световна война.
Той отказва да продължи образованието си в университет и в продължение на една година придружава пътуващ цирк. Преживяванията си описва в книгата „Bed of Nails“.
Започва журналистическата си кариера в „Експрес“. Работи като чуждестранен кореспондент, с първите си материали за Суецката криза и завършвайки и завършвайки с първата война в Залива. Бил е сценарист и продуцент за три водещи документални програми на Би Би Си: „Man Alive“, „World of the World“ и „Horizon“. Сътрудник е на месечното японско списание „Facta“. Печели различни престижни награди, Международната телевизионна награда и две награди на Марк Твен.
През 1971 г. се жени за лекарката Едит Кармартън, която работи в клиника за раковоболни в Мюнхен. Запознават се докато той работи по документален филм за Би Би Си за нов подход за лечение на цялото тяло при лечението на рак. Нейният баща е офицер от британското разузнаване.
Гордън Томас се специализира в разследвания в областта на разузнаването. Често изнася лекции в света на разузнаването и редовно прави експертен анализ на разузнаването за американски и европейски телевизионни и радио програми.
Първият ѝ му трилър „Смъртоносен парфюм“ от поредицата „Дейвид Мортън“ е издаден през 1992 г. Главният герой Дейвид Мортън е агент на отдела за борба с тероризма в САЩ, агент на Мосад, а по-късно и на ЦРУ. След убийството на родителите му от режима на Сталин, той и сестра му емигрират в Израел, откъдето започна и неговата многостранна и опасна кариера.
В книгата си „Тайната история на Мосад“ 1999 г. представя историята на израелското разузнаване Мосад, като ползва за източник бившия израелски разузнавач Ари Бен-Менаше и шпионин под името Рафи Ейтан. По книгата е екранизиран документалния филм „The Spy Machine“ на Канал 4.
Автор е на общо 56 книги, издадени на над 27 езика по света в тираж от над 45 милиона. Книгата му „Shipwreck“ печели наградата „Едгар Алън По“.
Гордън Томас живее със семейството си в Ирландия и Англия. Умира от пневмония на 3 март 2017 г. в Бат, Англия.

## Произведения

### Документалистика
- Descent Into Danger (1950, 1981)
- The Day their World Ended: The Mount Pelée Disaster: May 7, 1902 (1969) – с Макс Морган-Витс
- Earthquake (1971) – с Макс Морган-Витс
- The strange fate of the Morro Castle (1972) – с Макс Морган-Витс
- Voyage of the Damned. The Voyage of the St. Luis (1974) – с Макс Морган-Витс
- The day Guernica died (1975)
- Ruin from the Air. The Enola Gay’s Atomic Mission to Hiroshima (1977) – с Макс Морган-Витс
- The Day the Bubble Burst. A Social History of the Wall Street Crash of 1929 (1979) – с Макс Морган-Витс
- Bed of Nails (1981)
- Trauma: the search for the cause of Legionnaires’ disease (1981)
- Anatomy of an epidemic (1982)
- Pontiff (1983)
- Desire and Denial: sexuality and vocation – a church in crisis (1986)
- The Trial. The Life and Inevitable Crucifixion of Jesus (1987)
- Journey Into Madness. The True Story of Secret CIA Mind Control and Medical Abuse (1989)
- Enslaved: Investigation into Modern-day Slavery (1990)
- Chaos under heaven. The shocking story of China’s search for democracy (1991)
- Magdalene: The Woman Who Loved Jesus (1998)
- Gideon’s Spies: The Secret History of the Mossad (1999)
Тайната история на Мосад, изд.: ИК „Прозорец“, София (2001), прев. Саша Попова, Теофана Гошева
- Seeds of Fire: China and the Story Behind the Attack on America (2001)
- Cancer Doctor. The Biography of Josef Issels (2001)
- The Assassination of Robert Maxwell: Israel’s Superspy. The Life and Murder of a Media Mogul (2002)
- Secrets and Lies: A History of CIA Mind Control and Germ Warfare (2008)
Тайни и лъжи: хроника на експериментите на ЦРУ за контрол върху съзнанието и бактериологичната война, изд.: ИК „Прозорец“, София (2010), прев. Мариана Панова
- Secret Wars. One Hundred Years of British Intelligence Inside MI5 and MI6 (2009) – издадена и като „Inside British Intelligence: 100 Years of MI5 and MI6“
- The Pope’s Jews: The Vatican’s Secret Plan to Save Jews from the Nazis (2012)
- The Jesus Conspiracy: An Investigative Reporter's Look at an Extraordinary Life and Death (2014)
- Shipwreck: The Strange Fate of the Morro Castle (2014)
- Shadow Warriors. Daring Missions of World War II by Women of the OSS and SOE. (2016) – с Грег Луис

### Серия „Дейвид Мортън“ (David Morton)
1. Deadly perfume. An international thriller (1992)
Смъртоносен парфюм, изд.: ИК „Хермес“, Пловдив (1996), прев. Огнян Алтънчев
2. Godless Icon (1992)
3. Voices In The Silence (1994)
Гласове в тишината, изд.: ИК „Хермес“, Пловдив (1998), прев. Огнян Алтънчев
4. Organ Hunters (1994)
Ловци на органи, изд.: ИК „Хермес“, Пловдив (1996), прев. Мая Керезова
5. Poisoned Sky (1996)

### Екранизации
- 1965 Man Alive – ТВ сериал, 1 епизод (The Man Who Started the War)
- 1976 Пътуването на прокълнатите, Voyage of the Damned – с Фей Дънауей, Оскар Вернер, Лий Грант
- 1980 Когато времето изтече, When Time Ran Out... – по книгата „The Day the World Ended“, с Пол Нюман, Жаклин Бисет, Уилям Холдън
- 1980 Enola Gay: The Men, the Mission, the Atomic Bomb – с Били Кристъл, Ким Дарби, Патрик Дъфи, награда „Еми“
- 1982 The Day the Bubble Burst